# Trentepohlia (Mongoma) horiana
Trentepohlia (Mongoma) horiana is een tweevleugelige uit de familie steltmuggen (Limoniidae). De soort komt voor in het Oriëntaals gebied.